# Madascincus arenicola
Madascincus arenicola — вид сцинкоподібних ящірок родини сцинкових (Scincidae). Ендемік Мадагаскару.

## Поширення і екологія
Madascincus arenicola мешкають на крайній півночі острова Мадагаскар, в районі міста Анціранана. Вони живуть в прибережних заростях, що ростуть на піщаних ґрунтах, на висоті 25 м над рівнем моря.

## Збереження
МСОП класифікує цей вид як такий, що перебуває на межі зникнення. Madascincus arenicola є рідкісним видом, якому загрожує знищення природного середовища.